# کاتلین نونه
 کاتلین نونه (انگلیسی: Kathleen Noone؛ زادهٔ ۸ ژانویهٔ ۱۹۴۵) هنرپیشه اهل ایالات متحده آمریکا است. وی بین سال‌های ۱۹۷۵ تا ۲۰۱۱ میلادی فعالیت می‌کرد.
از فیلم‌ها یا مجموعه‌های تلویزیونی که وی در آن‌ها نقش داشته است، می‌توان به سانست بیچ و شهروند روث اشاره نمود.